# Fabio Baldas
Fabio Baldas (Trieste, 19 marzo 1949) è un ex arbitro di calcio italiano ed ex designatore della CAN di Serie A e B. Ha svolto per qualche anno anche il ruolo di opinionista in alcune trasmissioni sportive.

## Carriera

### Arbitro

Baldas redarguisce lo juventino Rui Barros nel 1988

Dopo aver arbitrato nei campionati dilettantistici, nel 1981 arriva ad arbitrare in Serie C e già nel 1985 approda alle categorie maggiori, debuttando con la gara tra Bari e Verona. Verrà promosso internazionale nel 1991, cosa che gli permetterà nello stesso anno di arbitrare al campionato mondiale di calcio Under-17 in Italia (dove dirigerà quattro gare, tra cui la semifinale Ghana-Qatar vinta dai ghanesi, poi trionfatori nel torneo, ai tiri di rigore), ai Giochi Olimpici di Barcellona 1992 (Danimarca-Messico 1-1 e Australia-Danimarca 3-0, entrambe a Saragozza) e al campionato del mondo 1994 (dove diresse Stati Uniti-Colombia, vinta dagli americani 2-1). Diresse anche la finale di ritorno della Coppa Italia 1991-1992 tra Parma e Juventus, vinta per 2-0 dai ducali.
A fine carriera avrà diretto 116 partite di Serie A (tra cui alcune "classiche" come 1 derby d'Italia, 1 derby di Milano, 1 derby di Roma, 2 Juventus-Milan, 1 Juventus-Roma, 1 Inter-Roma, 1 Milan-Roma, 2 derby di Torino e 1 derby di Genova), 60 di Serie B e 30 incontri internazionali. Ha arbitrato, inoltre, la partita dell'addio al calcio di Franco Baresi disputatasi allo stadio Giuseppe Meazza di Milano il 28 ottobre 1997.

### Designatore
Dopo aver smesso di arbitrare per limiti di età, nel 1994, lavorò alla CAN di Serie A e B come assistente del designatore arbitrale Paolo Casarin, per poi prenderne il posto nell'estate del 1997 e diventare designatore arbitrale per la stagione 1997-1998. A causa dell'inesperienza il suo operato risultò negativo, venendo così sostituito nella stagione successiva da Sergio Gonella.

### Dopo il ritiro
Dopo qualche anno, Baldas è tornato alla ribalta partecipando a varie trasmissioni sportive, come Il processo di Biscardi e, per qualche tempo, anche Qui studio a voi stadio (trasmissione dell'emittente lombarda Telelombardia). Il suo ruolo in TV è sempre stato quello di opinionista, in particolar modo di commentatore alla moviola degli episodi dubbi della giornata calcistica.
Nel maggio del 2006 il nome di Fabio Baldas è apparso all'interno delle intercettazioni telefoniche, risalenti al 2004, perpetrate nei confronti dell'allora direttore generale della Juventus, Luciano Moggi: nelle intercettazioni, Baldas viene istruito da Moggi a «salvare» alcuni arbitri e riceve da lui alcune indicazioni su cosa dire poi alla moviola del Processo di Biscardi; oltre a questo, Baldas chiede a Moggi di intercedere per lui nei confronti della FIGC, in modo da poter conservare la sua posizione in seno all'UEFA.
Baldas era inoltre apparso anche in uno spot pubblicitario di Iodosan Gola, proprio nella parte di arbitro; la voce dello spot era del giornalista Nando Martellini.